# Marlyse Ngo Ndoumbouk
Marlyse Ngo Ndoumbouk, née le 3 janvier 1985 à Yaoundé, est une footballeuse internationale camerounaise. Elle évolue actuellement comme attaquante à Nancy.

## Biographie

### En club
Marlyse commence le football à l'âge de 10 ans en compagnie de ses frères aînés sur du bitume. En 2000, elle est repérée par le club du Louves MINCOF Yaoundé, avec lequel elle devient championne du Cameroun, à seulement 15 ans. 
Après six saisons, elle rejoint en janvier 2007 les États-Unis. Après quelques matches en prêt au FC Indiana (États-Unis), elle revient au Cameroun, à la section féminine du Canon Yaoundé. Elle y réalise un doublé Coupe-Championnat. 
Le 21 juillet 2009, elle s'engage avec le club allemand du FF USV Iéna. « Nous étions », dit-elle,« avec une Guinéenne et une Ghanéenne, les trois seules Noires de toute la ville ». Deux saisons plus tard, le 7 octobre 2011, elle rejoint le SC Sand après avoir rompu son contrat avec le club de Iéna, elle y inscrit 4 buts en 6 matches. 
Après un essai au Tours FC au cours de l'hiver, elle y reste finalement. L'équipe est reléguée en DH. Elle est titulaire lors du 1/16 de finale de Coupe de France, perdu 0-6 contre le Paris SG. À l'été 2013, elle rejoint le Val-de-Marne en s'engageant avec la VGA Saint-Maur. Elle a alors un statut de sans-papiers en France. Les dirigeants du club l'engage comme joueuse et éducatrice chez les jeunes, et l'aident à régulariser sa situation. Elle participe à la remontée de l'équipe de première division en 2015 en inscrivant pas moins de 43 buts en 22 rencontres. En janvier 2016, elle signe à l'AS Nancy-Lorraine (D2).

### En sélection
Elle est sélectionnée avec les Lionnes Indomptables du Cameroun, pour la CAN 2006, où son pays termine quatrième du tournoi. A sa grande déception, elle n'est pas sélectionnée en équipe  camerounaise pour les jeux olympiques de 2012, bien qu'appelée régulièrement en sélection nationale.
N'étant plus retenue dans la sélection camerounaise depuis 2012, elle incorpore l'Équipe de France militaire en 2016 et remporte la  Coupe du monde militaire féminine  avec cette équipe. En 2018, le sélectionneur de l'équipe du Cameroun fait enfin appel à elle, à nouveau, et elle participe à la Coupe d'Afrique des nations féminine de football. Elle est désignée femme de match du premier match du Cameroun dans cette compétition, contre le Mali. En 2019, elle est de nouveau retenue dans la sélection nationale du Cameroun pour la Coupe du monde de football féminin.

## Palmarès
- Troisième de la Coupe d'Afrique des nations féminine  de football 2018

## Distinctions individuelles
- Meilleure joueuse et meilleure buteuse du Championnat de France féminin de football de deuxième division 2017-2018[10].